# Animal Diversity Web
Animal Diversity Web (ADW) je online databáze obsahující záznamy o živočiších, které uvádějí údaje o charakteristice druhů, klasifikaci, taxonomii, údaje potřebné pro ochranu druhů a o místech jejich výskytu. Web ADW obsahuje i fotografie a zvukové záznamy a rovněž slouží jako virtuální muzeum.
Kromě toho web ADW slouží jako online encyklopedie s údaji o jednotlivých živočiších. Každý záznam obsahuje místo výskytu, biotop, popis živočichů, roli v ekosystému, způsob reprodukce, délku života, způsob komunikace a smyslového vnímání, etologii, stravovací návyky, zda se jedná o dravce a informace o ohrožení druhu.